# Прнявор
Прнявор (серб. Прњавор pronounced [prɲǎːʋɔr]) — місто в Боснії та Герцеговині, що належить Сербській Республіці у Боснії та Герцеговині. Місто лежить на північний схід від Баня Луки. З найближчими околицями в місті мешкає близько 15000 жителів.
У місті є велика українська громада, предки яких колонізували місцину наприкінці 19 століття. Осередком українців у місті є Український греко-католицький духовний центр та Українська церква.
Цікаво, що поблизу міста протікає річка Укріна (Ukrina).

## Населення
Чисельність населення міста за переписом 2013 року складає 8 484 чоловік, громади — 38 399 чоловік.

## Відомі люди
- Петришин Євген Іванович (1939—2011) — вчений-гідротехнік, український громадський діяч.
- Петро Овад (1941—2006) — громадський і релігійний діяч.
- Терлюк Іван Михайлович (1939—2011) — український прозаїк, публіцист, журналіст (народився поблизу м. Прнявор у с. Поточани).